# Invasion française d'Honolulu
L'Invasion française de Honolulu (connue aussi sous le nom de Mise à la porte d'Honolulu ou d'Affaire Tromelin) fut une attaque contre Honolulu menée par Louis Legoarant de Tromelin en représailles à la persécution locale des catholiques et à la répression du commerce français, ainsi que pour dénoncer le traité de 1846.

## Contexte
Les intérêts de la France à Hawaï étaient essentiellement religieux, avec l'implantation d'une mission catholique soutenue par la France dès 1827 (la première en Océanie). Cette arrivée entraîna dès le début des tensions avec le pouvoir local détenu par la régente Kaʻahumanu, ainsi qu'avec les missions protestantes anglo-saxonnes déjà présentes sur place.
Les tensions s'exacerbent lors de l'expulsion des prêtres catholiques en 1831, ce qui provoque l'envoi d'un navire de guerre français en 1836, La Bonite, et l'obtention d'un accord avec le roi Kamehameha III qui permet le maintien des citoyens français à Hawaï, à condition de ne pas convertir les autochtones au catholicisme.
Mais ces événements ne mettent pas fin aux tensions. Le 18 novembre 1837, le roi interdit la religion catholique à Hawaï. C'en est trop pour le gouvernement français, qui voit dans cette décision non seulement une atteinte aux intérêts des catholiques, placés sous la protection de la France et des Français sur place, mais aussi une atteinte directe au commerce français et aux Européens qui n'étaient pas libres de commercer à cause de l'influence américaine,.
Face à la menace française, sans moyens de défense, les Hawaïens signent le 17 juillet 1839 une convention avec la France, qui donne à celle-ci des avantages conséquents en matière de commerce et garantit la tolérance religieuse. Souhaitant cependant renforcer sa souveraineté nationale face aux grandes puissances et aux « traités inégaux », Hawaï entreprend alors de nouvelles négociations avec la France et la Grande-Bretagne, qui aboutissent aux traités de 1846 en remplacement de celui de 1839,.

## Déroulement
Malgré ce nouvel accord, il demeurait des tensions entre la France et Hawaï en matières juridique, commerciale et religieuse, exacerbées par l'arrivée du nouveau Consul de France Guillaume Patrice Dillon.
Le 12 août 1849, le contre-amiral français Louis Legoarant de Tromelin débarque dans le port d'Honolulu à bord de la corvette Gassendi, suivie par la frégate La Poursuivante. Il découvre avec l'aide du Consul de France la persécution des catholiques et autres droits de douane élevés sur le cognac français. Avec l'aide des fusiliers marins français, il désarme le fort d'Honolulu et saisit le yacht royal. Il adresse le 22 août 1849 au roi Kamehameha III un manifeste avec dix demandes visant à améliorer la condition des catholiques et les intérêts politiques et commerciaux français dans les îles, :
1. L'adoption complète et fidèle du traité du 26 mars 1846.
2. La réduction de la taxe sur les spiritueux français à moins cinq pour cent ad valorem.
3. La sujétion des écoles catholiques à la direction du chef de la Mission française et aux inspecteurs spéciaux et non aux protestants, et un traitement rigoureusement égal accordé aux deux cultes et à leurs écoles.
4. L'utilisation de la langue française dans toutes les relations d'affaires entre les citoyens français et le gouvernement hawaïen.
5. Le retrait de l'exception alléguée par laquelle les baleiniers important des vins et spiritueux ont été touchés, ainsi que l'abrogation d'un règlement qui obligeait les navires français chargés de liqueurs à payer des douaniers placés à bord pour surveiller leur chargement et déchargement.
6. Le retour de tous les droits perçus en vertu du règlement, la rétractation de ce qui a été demandé par le cinquième article.
7. Le retour d'une amende de vingt-cinq dollars versés par la baleinière Général Teste outre l'indemnité de soixante dollars pour le temps qu'elle a été détenue dans le port.
8. La punition de certains écoliers dont la conduite impie à l'église a occasionné des plaintes.
9. Le déplacement du gouverneur d'Hawaï qui a autorisé l'effraction du domicile d'un prêtre par des policiers pour procéder à une arrestation ou l'ordre que le gouverneur indemnise le missionnaire.
10. Le paiement, à un gardien d'hôtel français, des dommages commis dans sa maison par les matelots de SMB [Sa Majesté Britannique] depuis le navire Amphitrite.

Pour appuyer ses demandes, Tromelin fait tourner les canons de ses navires vers la ville d'Honolulu le 29 août 1849. Devant cette menace, le navire américain Le Prebble s'apprête à livrer bataille aux vaisseaux français. Tromelin, sans attendre la réponse du roi, quitte alors le territoire hawaïen le 5 septembre 1849 en compagnie de Dillon.

## Conséquences
Les ambitions de la France n'ont jamais été d'envahir et d'annexer Hawaï. Mais la menace française persistante sur les Îles Hawaï conduisent les Américains, les Britanniques et les Français à signer de nouveaux traités avec Hawaï (dont celui avec la France en 1859-1860 qui règle les conflits antérieurs) et à équilibrer leurs rapports de force concernant une éventuelle annexion.
Avec l'expansion des États-Unis vers le Pacifique, le territoire américain se rapproche géographiquement des Îles Hawaï, et les liens entre les deux nations s'accroissent alors au point de terminer par l'annexion d'Hawaï par les États-Unis le 7 juillet 1898.